# Salvia neovidensis
Salvia neovidensis é uma espécie de planta do gênero Salvia e da família Lamiaceae. 
Salvia neovidensis Benth. é reconhecida pela associação dos estames exsertos, brácteas subuladas e corola coccínea. É encontrada principalmente na região serrana no interior do Espírito Santo. 

## Taxonomia
A espécie foi descrita em 1833 por George Bentham. 
O seguinte sinônimo já foi catalogado:  
- Salvia itaguassuensis  Brade & Barb.Per.

## Forma de vida
É uma espécie terrícola e subarbustiva. 

## Descrição
Subarbusto de até aproximadamente 1,5 metros de altura. Folha peciolada, pecíolo de 1–2 centímetros de comprimento, limbo 5–8 × 2,5–6 cm. Bráctea 6–9 milímetros de comprimento Cálice florífero 6,5–8,5 milímetros de comprimento, frutífero até 12 milímetros de comprimento, lábio superior mucronado; corola com tubo de 23–26 milímetros de comprimento, lábio inferior inflexo; conectivo 18 milímetros de comprimento, apófise ausente.  
| Caule                               | Caule                                                             |
| ----------------------------------- | ----------------------------------------------------------------- |
| indumento dos ramo                  | pubescente                                                        |
| Folha                               |                                                                   |
| consistência do limbo               | membranáceo                                                       |
| forma do limbo                      | ovada                                                             |
| base                                | arredondada                                                       |
| ápice                               | agudo/acuminado                                                   |
| face adaxial                        | hirtela/tomentulosa                                               |
| face abaxial                        | tomentulosa/tomentosa                                             |
| margem                              | serreada                                                          |
| Inflorescência                      |                                                                   |
| posição                             | terminal                                                          |
| tipo                                | tirso espiciforme pseudoverticilado                               |
| forma da bráctea                    | linear/subulada                                                   |
| abscisão da bráctea                 | persistente                                                       |
| Flor                                |                                                                   |
| cor do cálice                       | verde                                                             |
| indumento externo do cálice         | hirtelo/vilósulo                                                  |
| nervura no lábio superior do cálice | 3/5/7                                                             |
| cor da corola                       | vermelha                                                          |
| lábio inferior da corola            | mais curto que o lábio superior                                   |
| estame                              | inserido próximo da fauce/inserido no na metade da corola/exserto |
| estilete                            | glabro                                                            |
| Fruto                               |                                                                   |
| núcula                              | ovoide                                                            |

## Conservação
A espécie faz parte da Lista Vermelha das espécies ameaçadas do estado do Espírito Santo, no sudeste do Brasil. A lista foi publicada em 13 de junho de 2005 por intermédio do decreto estadual nº 1.499-R. 

## Distribuição
A espécie é encontrada no estado brasileiro de Espírito Santo. 
A espécie é encontrada no domínio fitogeográfico de Mata Atlântica, em regiões com vegetação de floresta ombrófila pluvial.